# Grytsjön (Lemnhults socken, Småland)
Grytsjön är en sjö i Vetlanda kommun i Småland och ingår i Emåns huvudavrinningsområde. Sjön är 10,4 meter djup, har en yta på 0,343 kvadratkilometer och är belägen 253,4 meter över havet. Sjön avvattnas av Gårdvedaån. Vid provfiske har abborre, gädda, mört och sutare fångats i sjön.

## Delavrinningsområde
Grytsjön ingår i det delavrinningsområde (634463-146600) som SMHI kallar för Inloppet i Säljen. Avrinningsområdets medelhöjd är 279 meter över havet och ytan är 25,43 kvadratkilometer. Det finns inga delavrinningsområden uppströms utan avrinningsområdet är högsta punkten. Gårdvedaån som avvattnar avrinningsområdet har biflödesordning 2, vilket innebär att vattnet flödar genom totalt 2 vattendrag innan det når havet efter 152 kilometer. Delavrinningsområdet består mestadels av skog (86 procent). Avrinningsområdet har 1,84 kvadratkilometer vattenytor vilket ger det en sjöprocent på 7,2 procent.